# Trimethylsilan
Trimethylsilan je organokřemičitá sloučenina se vzorcem (CH3)3SiH, patřící mezi trialkylsilany. Vazba Si–H se vyznačuje vysokou reaktivitou. Tato látka se používá jako činidlo, i když méně často než triethylsilan, který je za pokojové teploty kapalný.
Trimethylsilan se používá při výrobě polovodičů k tvorbě dielektrických a bariérových vrstev plazmochemickou depozicí z plynné fáze (PE-CVD).
Také slouží jako zdrojový plyn při výrobě TiSiCN povlaků a k ukládání vrstev karbidu křemíku nízkotlakou chemickou depozicí z plynné fáze (LP-CVD)za poměrně nízkých teplot pod 1000 °C. Je drahý, ale bezpečnější než silan (SiH4); vlastnosti povlaků vytvořených pomocí něj nelze nahradit jinými zdrojovými plyny obsahujícími křemík a uhlík.